# Søndre Land
Søndre Land est une kommune de Norvège. Elle est située dans le comté d'Innlandet.